# Paul Hawkins (Politiker)
Sir Paul Lancelot Hawkins, TD (* 7. August 1912 in Downham Market, Norfolk; † 29. Dezember 2002) war ein britischer Politiker der Conservative Party, der unter anderem zwischen 1964 und 1987 Mitglied des House of Commons war sowie verschiedene Juniorminister-Posten bekleidete.

## Leben
Paul Lancelot Hawkins, Sohn von L. G. Hawkins, war nach dem Besuch des renommierten 1841 gegründeten Cheltenham College als Viehauktionator und staatlich anerkannter Landvermesser tätig. Zu Beginn des Zweiten Weltkrieges trat er in die Territorialarmee ein und diente im 7. Bataillon des Royal Norfolk Regiments. Zum Ende des Westfeldzuges geriet er 1940 bei Saint-Valery-en-Caux in deutsche Kriegsgefangenschaft, in der er sich bis Kriegsende 1945 befand. Für seine militärischen Verdienste erhielt er 1945 die Territorial Decoration (TD) und begann sein politisches Engagement für die Conservative Party in der Nachkriegszeit als Mitglied des Rates der Grafschaft Norfolk, dem er von 1949 bis 1970 angehörte, und war dort zuletzt zwischen 1968 und 1970 auch Beigeordneter (Alderman).
Bei der Unterhauswahl am 15. Oktober 1964 wurde Hawkins als Nachfolger von Albert Hilton von der Labour Party im Wahlkreis „South West Norfolk“ erstmals zum Mitglied des House of Commons gewählt und vertrat diesen Wahlkreis bis zur Unterhauswahl am 11. Juni 1987, woraufhin seine Parteifreundin Gillian Shephard zur neuen Abgeordneten gewählt wurde. Während dieser Zeit war er zwischen 1970 und 1971 stellvertretender Parlamentarischer Geschäftsführer (Assistant Whip) der Fraktion der regierenden Conservative Party sowie im Anschluss von 1971 bis 1973 Lord des Schatzamtes (Lord of the Treasury). Als Nachfolger von Walter Clegg war er von 1973 bis zur Niederlage der konservativen Tories bei der Unterhauswahl am 10. Oktober 1974 Vice-Chamberlain of the Royal Household ab und fungierte damit als Stellvertreter des Oberkammerherrn (Lord Chamberlain of the Household). Im Anschluss übernahm der Labour-Politiker Don Concannon dieses Amt, während er selbst nunmehr 1974 Parlamentarischer Geschäftsführer der nunmehr oppositionellen Conservative Party-Fraktion im Unterhaus war. Er war zwischen 1976 und 1987 Mitglied des Sonderausschusses für Dienstleistungen des Unterhauses und gehörte zugleich von 1976 bis 1987 den Delegationen beim Europarat und bei der Westeuropäischen Union (WEU) als Mitglied an. Des Weiteren war von 1985 bis 1987 Vorsitzender des Landwirtschaftsausschusses des Europarates.
Paul Hawkins, der Fellow des Berufsverbandes von Immobilienfachleuten und Immobiliensachverständigen FRICS (Royal Institution of Chartered Surveyors) war, wurde für seine Verdienste am 13. Juli 1982 als Knight Bachelor (Kt) geadelt, so dass er fortan das Prädikat „Sir“ führte. 1989 wurde er nichtgeschäftsführender Direktor des Saatmittelunternehmens Gorham Bateson (Agriculture) Seed Specialists.